# Monoklis kobra
A monoklis kobra (Naja kaouthia) India északkeleti részén és Indokínában elterjedt kobrafaj. 

## Megjelenése
A monoklis kobra általában 1,35-1,5 méter hosszú (ebből a farka kb. 23 cm), ritkán elérheti a 2,3 méteres nagyságot is. A többi kobrához hasonlóan fenyegető pozitúrában első bordáit képes "csuklyává" szétfeszíteni. Jellegzetes ismertetőjele, amelyről nevét is kapta, a kifeszített csuklya háti oldalán látható O alakú fehér mintázat. A kígyó színe változatos, előfordul sárga, barna, szürke vagy akár szinte fekete színváltozata is. Elterjedési területének északi-északnyugati felén élő kobrák fiatalon egészen sötétek, majdnem feketék és ahogyan idősödnek barnává vagy olívaszínűvé fakulnak. A test elülső részén több világosabb, elmosódó vagy éles körvonalú, párba rendeződő keresztsáv látható, de ezek lehetnek egészen halványak, vagy hiányozhatnak is. A kifeszített csuklya hasi oldalán kétoldalt fekete foltok, valamint a csuklya alsó részén egy vagy két fekete keresztsáv található. A hasi oldal további része a hát színezetéhez hasonló csak halványabb. Szemei közepes méretűek, pupillája kerek. Méregfogai nem módosultak a méreg köpéséhez, hosszuk elérheti a 6.78 mm-t.
A monoklis kobrát korábban a pápaszemes kobra alfajának tartották, de ma külön fajnak ismerik el.

## Elterjedése és életmódja

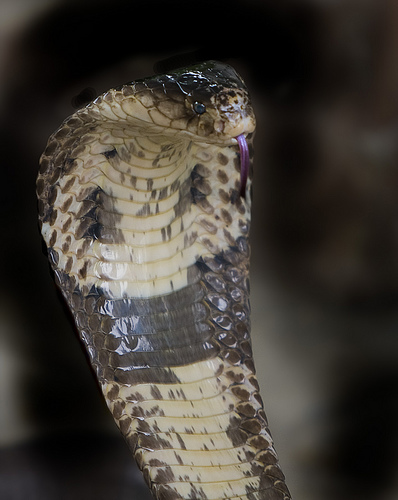

Az indiai szubkontinens északkeleti részén és az Indokínai-félszigeten honos Északkelet-Indiában, Bangladesben, Nepálban, Bhutánban, Dél-Kína kis részén, Mianmarban, Thaiföldön, Malajziában, Kambodzsában, Laoszban és Vietnám déli felén.
A monoklis kobra többféle élőhelyhez is képes alkalmazkodni, de kedveli a vízben gazdag, nedves területeket: rizsföldeket, mocsarakat, mangroveerdőket. Előfordulhat erdőkben, bozótosokban, réteken is. Bemerészkedik a települések környékére, még a városokba is. Elterjedésének felső határa kb. 1000 m tengerszint fölött.
Többnyire éjjel aktívak, de időnként láthatóak nappal is. Rágcsálókkal, gyíkokkal, békákkal, madarakkal, madártojással vagy akár nála kisebb kígyókkal táplálkoznak. A megzavart kobrák igyekeznek elmenekülni, de ha sarokba szorítják őket, fenyegető testtartást vesznek fel, felemelik testük elülső részét, kifeszítik csuklyájukat, hangosan sziszegnek és csukott szájjal vagy méregfogaikkal a támadó felé csapkodnak.
A monoklis kobrák az esős évszak után párzanak. A nőstény 25-40 tojást rak, amelyek két hónap múlva kelnek ki, általában április-júniusban. A tojásból kibújó kobrák 20-30 centiméteresek és azonnal képesek marni. 

## Mérge
A monoklis kobra harapása halálos is lehet. A marások 60-80%-a jár mérgeződéssel és kezelés nélkül 1-10%-ban halálos az emberre. A méreg legfőbb komponense az idegingerület terjedését gátoló neurotoxin. A marás helye megduzzad, kivörösödik, akár felhólyagzik, hosszabb távon a környező szövetek elhalnak. A marás következményeképpen fejfájás, rosszullét, hányinger és hányás, hasi fájdalom, szédülés, izomrángások léphetnek fel, amit a végtagok ernyedt bénultsága követ; extrém esetben a légzőizmok bénulása halálhoz is vezet. A kígyóméreg letális dózisa 0,148 mg/testsúlykg.   

## Természetvédelmi helyzete
A Természetvédelmi Világszövetség Vörös listáján a monoklis kobra nem fenyegetett státusszal szerepel. Nagy elterjedési területe, változatos élőhelye, az ember közelségének tolerálása és nagy egyedszáma miatt a faj léte nincs veszélyben. Kínában, Vietnamban, Laoszban és Mianmarban gyűjtik és a hagyományos kínai orvoslás céljaira használják fel. Helyenként húsát megeszik, bőrét eladják, Vietnamban pedig fiatal példányait kígyóbor készítésére használják fel.